# Паспорт громадянина Німеччини
Паспорт громадянина Німеччини  — документ, що видається громадянам Німеччини для здійснення поїздок за кордон.
Німецький паспорт, крім німецького посвідчення особи та німецького документу про екстрені подорожі (так званий "Reiseausweis als Passersatz") - єдиний офіційно визнаний документ, який німецьке керівництво приймає як доказ ідентифікації громадян Німеччини. Крім того, вони служать підтвердженням особистості та презумпції німецької національності, вони полегшують процес надання допомоги німецькими консульськими посадовими особами за кордоном (або інших членів ЄС у разі відсутності німецької консульської установи). Німецькі паспорти дійсні протягом десяти років (для людей старше 24 років) або шість років (для людей до 24 років) та відзначаються стандартним оформленням та червоним дизайном з іншими паспортами ЄС. Кожен громадянин Німеччини також є громадянином Європейського Союзу. Паспорт разом з національним посвідченням дозволяє вільно володіти правами на пересування та проживання в будь-якій з держав Європейського Союзу та Європейського економічного простору.

## Зовнішній вигляд
Німецькі паспорти, починаючи з 1 січня 1988 року, дотримуються стандартного паспортного стандарту Європейського Союзу, з бордово-червоним покриттям та німецьким орлом, прикрашеними в центрі передньої обкладинки. Під гербом вписано слово "Reisepass" (закордонний паспорт), вище - "Europäische Union" (Європейський Союз) та "Bundesrepublik Deutschland" (Федеративна Республіка Німеччина).
23 лютого 2017 року Німеччина представила новий паспорт, який буде введено в експлуатацію з 1 березня 2017 року. 
Німецькі паспорти мають, як правило, 32 сторінки; 48-сторінкова версія для часто подорожуючих може бути видана за запитом.

## Візові вимоги для громадян Німеччини
Станом на 2017 рік громадяни Німеччини мають можливість відвідувати без візи в цілому 158 держав і територій. Згідно з Індексом обмежень візового режиму, паспорт став 1-м у світі.